# Glendora (California)
Glendora è un comune (city) degli Stati Uniti d'America della contea di Los Angeles nello Stato della California. Si trova 23 miglia (37 km) ad est della Downtown di Los Angeles. La popolazione era di 50,073 persone al censimento del 2010.

## Geografia fisica
Glendora è situata a 34°07′51″N 117°51′15″W (34.130957, -117.854127).
Secondo lo United States Census Bureau, ha un'area totale di 19,558 mi² (50,65 km²).

## Società

### Evoluzione demografica
Secondo il censimento del 2010, c'erano 50,073 persone.

### Etnie e minoranze straniere
Secondo il censimento del 2010, la composizione etnica della città era formata dal 75,1% di bianchi, l'1,9% di afroamericani, lo 0,7% di nativi americani, l'8,0% di asiatici, lo 0,1% di oceanici, il 5,2% di altre razze, e il 4,8% di due o più etnie. Ispanici o latinos di qualunque razza erano il 30,7% della popolazione.